# Otto Kleingünther
Otto Friedrich Kleingünther (* 19. August 1896 in Schlotheim; † 27. November 1962 in Passau) war ein deutscher SS-Unterscharführer und als SS-Sanitätsdienstgrad (SDG) im KZ Mauthausen eingesetzt.

## Leben
Kleingünther wuchs ab seinem dritten Lebensjahr in Österreich auf. Am Ersten Weltkrieg nahm Kleingünther als Sanitäter teil. Kleingünther, von Beruf Metallarbeiter, trat zum 9. November 1932 der NSDAP bei (Mitgliedsnummer 1.308.798) und schloss sich auch der SS an. Im Zuge des  Juliputsches musste Kleingünther wegen illegaler Betätigung für die NSDAP 1934 Österreich verlassen. Danach gehörte er in München bzw. Dachau dem SS-Hilfswerk an. Anschließend war er Sanitäter in Schleißheim und wurde schließlich nach Beginn des Zweiten Weltkrieges als Sanitäter zum Dienst nach Mauthausen einberufen.
Ab Juni 1940 war Kleingünther als Angehöriger der Waffen-SS zunächst als Sanitäter im KZ Mauthausen eingesetzt. Danach war er vorübergehend in Mauthausen als Wachmann tätig. Ab Ende 1941 war Kleingünther SDG im Mauthausener Truppenrevier. Im Juni 1943 wurde er in das Mauthausener KZ-Außenlager Loibl versetzt und war dort als auch im Mauthausener Stammlager als Sanitäter eingesetzt, wo er tödliche Injektionen verabreichte. Nach eigener Aussage wurde er im Juni 1944 nach Berlin versetzt.

„Bei Herzinjektionen dürfte die Zahl der von ihm getöteten Häftlinge 1000 weit überschreiten.“

Nach Kriegsende befand sich Kleingünther in amerikanischer Internierung. Am 19. August 1947 wurde Kleingünther in einem Nebenprozess zum Mauthausen-Hauptprozess, der im Rahmen der Dachauer Prozesse stattfand, mit sechs weiteren Beschuldigten als Kriegsverbrecher von einem amerikanischen Militärgericht angeklagt. Am 9. September 1947 wurde Kleingünther wegen der Tötung von Häftlingen zum Tod durch den Strang verurteilt. Das Urteil wurde später jedoch in eine Haftstrafe umgewandelt. Am 14. Februar 1955 wurde Kleingünther aus dem Kriegsverbrechergefängnis Landsberg entlassen.
Am 12. April 1962 sagte Kleingünther beim Landeskriminalamt Baden-Württemberg unter anderem zu den Lagerverhältnissen im KZ Mauthausen sowie dem KZ-Arzt Aribert Heim aus.